# Központi-alpi egység
A központi-alpi egység, ma ALCAPA-egység a Kárpát-medence aljzatát felépítő három geológiai nagyszerkezeti egység egyike, az északnyugati medencealjzat. Délkeleti határa a Rába–Rozsnyó elvonszolódási vonal, amely elválasztja a magyar-középhegységi egységtől. Északon és északnyugaton a Bécsi-medencén áthaladó belső flis-öv választja el a Kárpátok molasszos sorozataitól, Bécstől kezdve észak felé egy keskeny szírt-öv is beékelődik közéjük. Az egység magában foglalja a szlovákiai Tátrától kezdve a magyar Kisalföldet és a Bécsi-medencét. Legnagyobb részét a kelet-alpi takarórendszer borítja, köztük a penninikum.

## Szerkezete
Az egység három pásztából épül fel. Magyarországi részei a következők:
- soproni kristályos pala pászta
- kőszegi-hegységi mezozóos metamorfit pászta
- kisalföldi paleozóos pászta

vagy
- alsó-ausztroalpi egység (soproni és kőszegi pászta)
- felső-ausztroalpi egység (kisalföldi pászta)

A pászták és nagy törések – amelyek minden bizonnyal transzform- vagy transzkurrens vetők – általában délnyugat–északkeleti csapásúak, ezek mentén történtek a vízszintes mozgások. Az ezzel szöget bezáró kisebb haránttörések későbbi feszültségek hatására jöttek létre. A soproni pászta északi elhatárolása bizonytalan a nagy vastagságú fedőképződmények miatt. A csapodi vonal egyértelműen elválasztja a kőszegi pásztától, de a kőszegi és kisalföldi pászták nem különülnek el határozottan. A lezárást alkotó Rába–Rozsnyó-vonal Őriszentpéternél lép be Magyarországra, végig követi a Rába völgyét, Győrnél áthalad Szlovákiába. Letkésnél visszatér Magyarország területére és a Börzsönyt a Cserháttól elválasztó völgyben (Nógrádi-medence) halad. Salgótarján környékén hagyja el végleg Magyarországot és a Lőcsei-hegység déli lábainál ér véget. Az egység északi határa a Kárpátok déli lejtői mentén halad vissza Bécsig.

## Kőzettani jellege
Az egységre kőzettanilag az idős metamorfitok és kristályos képződmények jellemzők. Ebben a térségben a paleozoikum során folyt üledékképződés, ezek az alaphegységi kőzetek. Ezek az üledékek a mezozoikum tektogén mozgásai során nagyrészt metamorfózison estek át, majd a neogénben lezökkentek és helyenként vastag üledékek halmozódtak rájuk. A fennmaradó rögökben a mai Magyarországon egyedüliként felszíni és felszínközeli idős metamorfitok vannak. Köztük proterozóos–ópaleozóos, mezo-, anchi- és epizónás metamorfitok, mint a csillámpala. Ezeket helyenként áttörik hercini ortogneiszek és alpi diaftoritok.

## Kialakulása

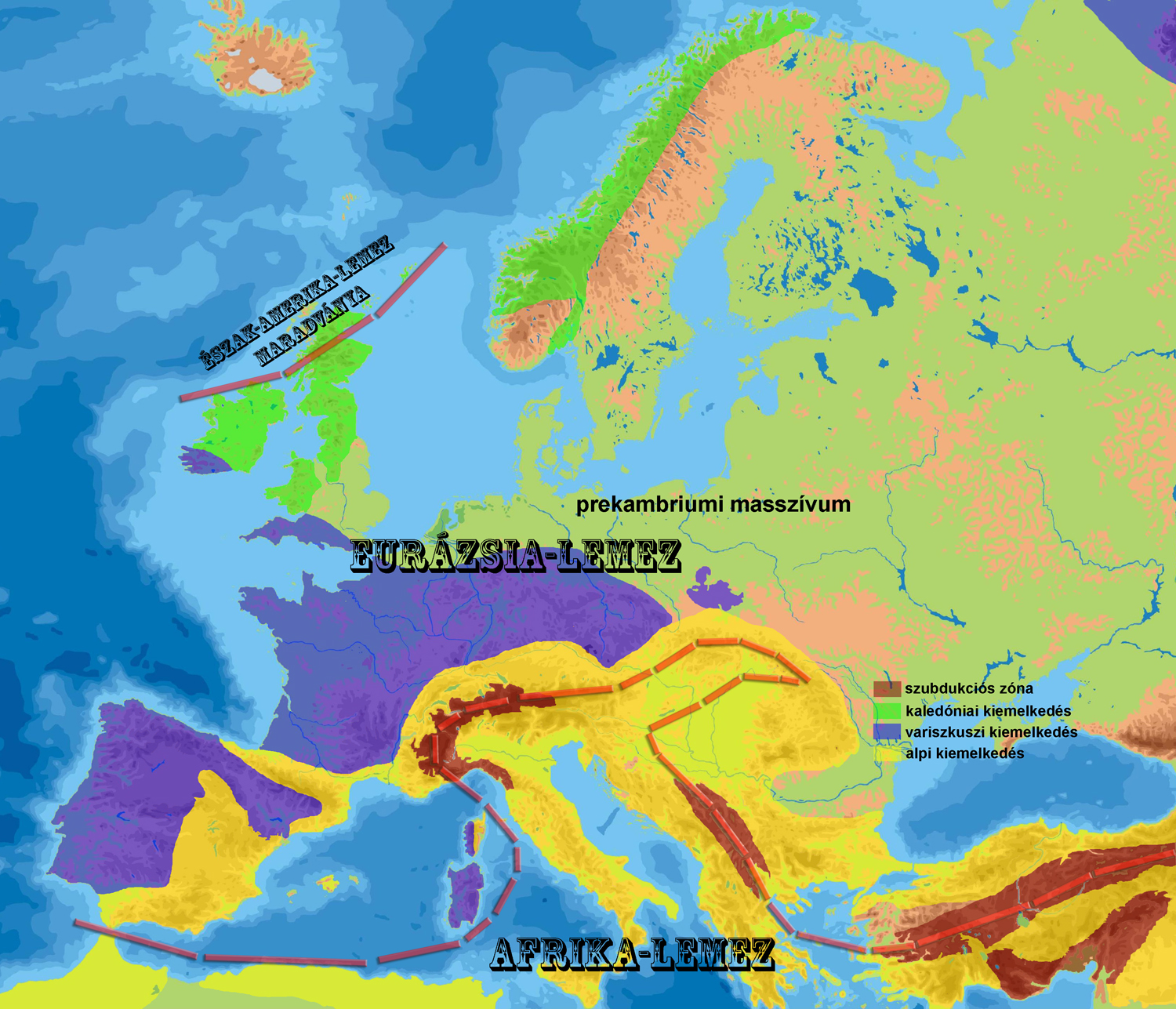
Európa áttekintő nagyszerkezeti térképe

A Kárpát-medence nagyszerkezetének kialakulása részleteiben még vitatott folyamat, mivel alapvető földtani adatok is hiányoznak, valamint az egyes kőzettestek kialakulására is több modell képzelhető el. Az bizonyos, hogy a triásztól a kréta végéig (alpi orogén) a három nagyszerkezeti egység még egymástól távol, önállóan fejlődött. Közülük a két északi egység fejlődéstörténete összefügg egymással, mindkettő az Afrika-lemez része.
Az eocén és oligocén során (pireneusi orogén és szávai orogén fázisok) a három egység már a maihoz közeli helyzetben, együtt alakult. Ekkor jöttek létre azok a haránttörések, amik a szerkezetet sakktáblaszerű, kiemelt rögsorokra tagolták. A süllyedékek a Tethys-óceán öblének lefűződése, azaz a Pannon-tenger létrejötte után feltöltődtek, hatalmas hordalékkúpszerű medencekitöltéssel alakult ki a mai állapot.